# Vermiglio (filme)
Vermiglio é um filme de drama de 2024 escrito, coproduzido e dirigido por Maura Delpero. O filme estreou no 81º Festival Internacional de Cinema de Veneza , onde ganhou o Grande Prêmio do Júri. Foi designado como a entrada italiana para Melhor Longa-Metragem Internacional no 97º Oscar.

## Sinopse
1944, Vermiglio, uma remota aldeia nas montanhas. A chegada de Pietro, um desertor, à família do professor local, e seu amor pela filha mais velha do professor, mudarão o curso da vida de todos.

## Elenco
- Giuseppe De Domenico
- Tommaso Ragno
- Martina Scrinzi
- Roberta Rovelli
- Carlotta Gamba
- Orietta Notari
- Sara Serraiocco

## Produção
As filmagens começaram em 28 de agosto de 2023, e terminaram em dezembro. O filme foi rodado entre as cidades de Vermiglio , Carciato e Comasine na região de Trentino-Alto Ádige. É produzido pela Cinedora (Itália), Charades (França) e Versus (Bélgica). Delpero decidiu fazer o filme após a morte de seu pai como uma forma de ajudar a garantir que as tradições nas quais ele cresceu não fossem perdidas, incluindo a realização de muitas entrevistas com a população local durante a pré-produção.

## Lançamento
O filme estreou mundialmente na competição do 81º Festival Internacional de Cinema de Veneza. Ele fez sua estreia norte-americana no 49º Festival Internacional de Cinema de Toronto.